# سیذارتا (رمان)
سیذارتا (Siddhartha) یا سیدهارت یا سیدهارتا یا سیدهارته نام رمانی است از هرمان هسه که به تحول معنوی یک مرد هندی برهمن می‌پردازد. این کتاب در سال ۱۹۲۲ و پس از آنکه هسه مدتی در دهه ۱۹۱۰ در هند به سر برد منتشر شد. سیدهارت اسم اول خود بودا است و در زبان سانسکریت، به معنی جوینده است.

## خلاصه داستان
سیذارتا پسر برهمنی است که در کرانه رودخانه و در کنار زورق‌ها پرورش می‌یابد. دوستی دارد به نام «گوویندا» که با هم به درس‌های پدر و فرهیختگان و افراد دانا گوش می‌دهند.
پدر از اینکه پسرش ولع یادگیری دارد، بسیار خشنود است و وجود مادر مملو از عشق به سیذارتا. دوستش، گوویندا هم رفتار و روح و افکار والای او را دوست دارد اما سیذارتا احساس رضایت نمی‌کرد و روحش آرامش نداشت. احساس خلأیی در زندگی داشت، و البته با گوش کردن به تعلیمات افراد دانا و روشنفکر نیز روحش اقناع نمی‌شد و آرامش واقعی را به دست نمی‌آورد. به خدا و آفرینش دنیا می‌اندیشید. او باید خویشتن خویش را می‌یافت. او پی برد که آموزش کافی نیست و باید خودش جستجو کند و راه را طی کند و بر خویشتن خویش چیره شود؛ بنابراین با دوستش تصمیم گرفتند که از خانه پدری بروند و شمن شوند و به ریاضت بپردازند.
زندگی معمولی دیگر برای او مفهومی نداشت، دنیا برایش تلخ بود و به ریاضت پرداخته بود. سیذارتا تنها یک هدف داشت؛ تهی شدن از هر چیز: از آرزو، شادمانی و از رنج و اگر به نفس غلبه می‌کرد، همه چیز در او بیدار می‌شد و در خویشتن خویش غرق می‌شد و سیذارتا غرق شدن در خویشتن خویش را از شمن‌ها آموخت. حس‌ها و خاطرات را در خود می‌کشت و به جانور و سنگ تبدیل می‌شد، اما دوباره به خود می‌آمد. هزاران بار از خود گریخته بود و بازگشت او اجتناب ناپذیر بود. اما سیذارتا به این نتیجه رسید که فقط با آموختن نمی‌شود، بلکه باید خودش جستجو کند. او تصمیم گرفت به محل اقامت بودا برود و شاگرد او شود. گوتاما؛ یعنی همان بودا، طریقه رهایی از رنج را یعنی رهایی از رنج این جهان و زندگی را آموزش می‌داد. کسانی که راه بودا را پیش گرفته بودند، رستگار می‌شدند؛ ولی سیذارتا آنجا را هم ترک کرد و راه خویش را دنبال کرد. او به بودا می‌گوید که حرف‌هایش را گوش کرده و مقصود او را که رهایی از رنج است، دریافته و اینکه دریافته‌است که بودا به بالاترین مقصود رسیده و به این مقصود با جستجوی خود رسیده‌است و نه از راه درس. سیذارتا می‌خواهد این راه را طی کند و بر خویشتن خویش چیره شود. پس با خود می‌اندیشد و پی می‌برد که آن چیزی که معلمان نتوانستند به او بیاموزند، خویشتن بود.
او فهمید که راز خود را باید از خود یاد بگیرد و شاگرد خود باشد. سیذارتا اکنون جهان را شناخته و می‌خواست جای خود را در این جهان پیدا کند و به دنبال آنچه درونش به او دستور می‌دهد، برود. سیذارتا با زنی زیبا آشنا می‌شود و زندگی مادی را تجربه می‌کند. در کنار این زن، دوست داشتن، مهرورزی و خوشی‌ها را می‌آموزد تا اینکه شبی خوابی می‌بیند و این زمانی است که تقریباً جوانی‌اش سپری و موهایش سفید شده‌است. او خواب می‌بیند که پرنده‌ای که این زن زیبا داشت در لانه‌اش مرده و سیذارتا آن را بیرون می‌آورد و دور می‌اندازد. گویی هر چه در درون خود نیکی داشته، بیرون ریخته‌است و ترس وجودش را فرا می‌گیرد و حس می‌کند تمام زندگی‌اش را بیهوده سپری کرده‌است. بعد از این خواب، آن زن را ترک می‌کند. سیذارتا در واقع دیگر به مرگ خود راضی است و نمی‌خواهد بیش از این بار زندگی بی‌محتوای خود را به دوش بکشد؛ بنابراین تصمیم می‌گیرد به حیات خود خاتمه دهد، اما در ساحل رودخانه ناگهان به یاد کلامی در دعای برهمنان می‌افتد که انسان را به ادامه راه و رسیدن به کمال فرا می‌خواند. در این هنگام از اندیشه خام خود منصرف می‌شود و خود را باز می‌شناسد.
او باز هم توانسته بیندیشد و ندای درونش را بشنود و به‌دنبال آن بیاید. آن چشمه پاک هنوز در درون او زنده بود. آری، سیذارتا دریافت که ندای درون او درست بود. هیچ معلمی نمی‌توانست راه رستگاری را به او نشان دهد، او باید خود تجربه می‌کرد و به ناامیدی می‌رسید و دوباره زندگی نوین خود را آغاز می‌کرد. بالاخره سیذارتا در ساحل رودخانه می‌ماند. سیذارتا زندگی‌اش را برای مردی تعریف می‌کند و او به سیذارتا می‌گوید که رود با او سخن گفته‌است. روزی می‌رسد که افرادی از رودخانه می‌خواهند عبور کنند تا نزد گوتاما بروند؛ زیرا او در بستر مرگ است و یکی از آن‌ها زن زیبایی با پسرش است که جزء رهروان گوتاما شده‌است. این پسر در واقع پسر خود سیذارتا است. در راه، این زن زیبا دچار مارگزیدگی می‌شود و می‌میرد و سیذارتا پی می‌برد که پسربچه، پسر خود او است. پسر را نزد خود نگه می‌دارد، اما چون پسرک به آن زندگی عادت نداشت، روزی سیذارتا را رها می‌کند و از آنجا می‌رود.
سیذارتا به دنبال او می‌رود ولی او را پیدا نمی‌کند و بازمی‌گردد، ولی در تمام این مدت به یاد یگانه فرزندش است تا اینکه تصمیم می‌گیرد به دنبال او برود و وقتی به رود نگاه می‌کند و خم می‌شود، چهره خود را می‌بیند که سیذارتا را به یاد چهره پدرش می‌اندازد و روزی را به یاد می‌آورد که پدرش را رها کرد و به زاهدان پیوست و پی می‌برد که پدرش هم همان درد را چشیده بود که او اکنون برای پسرش می‌کشد. سیذارتا با صحبت کردن با مرد و گوش سپردن به آوای رود، آرامش درونی خود را بازمی‌یابد و درمی‌یابد که اگرچه آب همواره در گذر است، اما همیشه نیز پابرجا است. این درس بزرگی برای سیذارتا است. او اکنون راه رستگاری را یافته‌است.
در واقع، سیذارتا شناختی را که به دنبالش بود از طریق آموزش به دست نیاورد و سیر و سلوک خود را ادامه داد تا با آن زن زیبا آشنا شد و زندگی را براساس حواس تجربه کرد و بعد از آن دیگر زندگی برایش منزجر کننده شد، ولی در درون خود همواره شمن باقی‌مانده بود. زندگی جدیدی را شروع کرد و رمز رود را آموخت.
وقتی سیذارتا با دقت صدای رود را گوش می‌کرد، دریافت که همه چیز به هم وابسته است؛ صداها، اهداف، رنج‌ها، میل‌ها، خوبی‌ها و بدی‌ها. همه اینها در واقع همان دنیا است، موزیک زندگی است و ناگهان به یاد کلامی در دعای برهمنان افتاد که انسان را به ادامه راه و رسیدن به کمال فرا می‌خواند. در واقع سیذارتای هرمان هسه، هماهنگی دنیا را دوباره بازیافته‌است.
راه سیذارتا از خانه پدری تا رود است؛ یعنی سمبل طبیعت. سیذارتا هماهنگی جزء با کل و با وحدت است.

## ویژگی‌های داستانسیذارتا
این داستان نیز مانند دیگر داستان معروف هسه، دمیان، به خودشناسی و قدرت درونی انسان می‌پردازد.
هسه در این رمان فلسفی، زندگی دو برهمن را به نام‌های سیذارتا و گوویندا که یکی به مریدان بودا می‌پیوندد و دیگری زندگی جسمانی را ترجیح می‌دهد، شرح داده‌است. رجوع بشر به طبیعت از جمله رودخانه و وحدت وجود در این رمان مطرح شده‌است.